# بريفيدزا
بريفيدزا (بالسلوفاكية: Prievidza) مدينة في غرب المنطقة الوسطى لسلوفاكيا وتتبع أقليم ترنشين.
و تعتبر المدينة واحدة من أكبر مدن أقليم ترنشين.

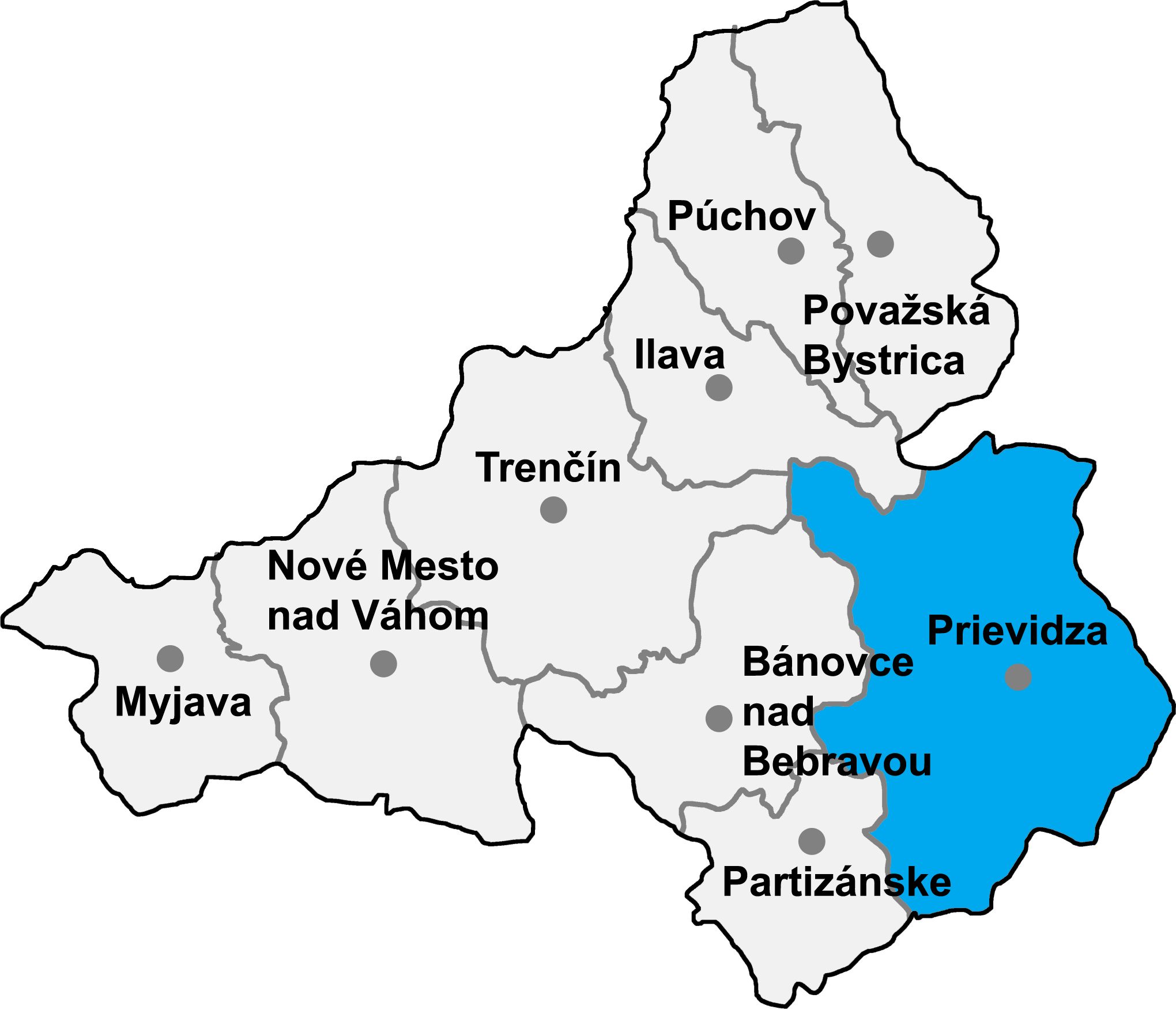
موقع بريفيدزا في إقليم ترنتشن

## توأمة
لبريفيدزا اتفاقيات توأمة مع كل من:
- فاليفو
- شومبيرك
- يزتشمبية ازدرويي (15 مايو 2009 - )[5]

## أعلام
- مارتين بيتراش
- لاديسلاف بيتراس